# Sønderho
Sønderho – miasto w Danii, w regionie Dania Południowa, w gminie Fanø, na wyspie Fanø.
W mieście znajduje się muzeum sztuki Fanø.